# Anna Doyle Wheeler

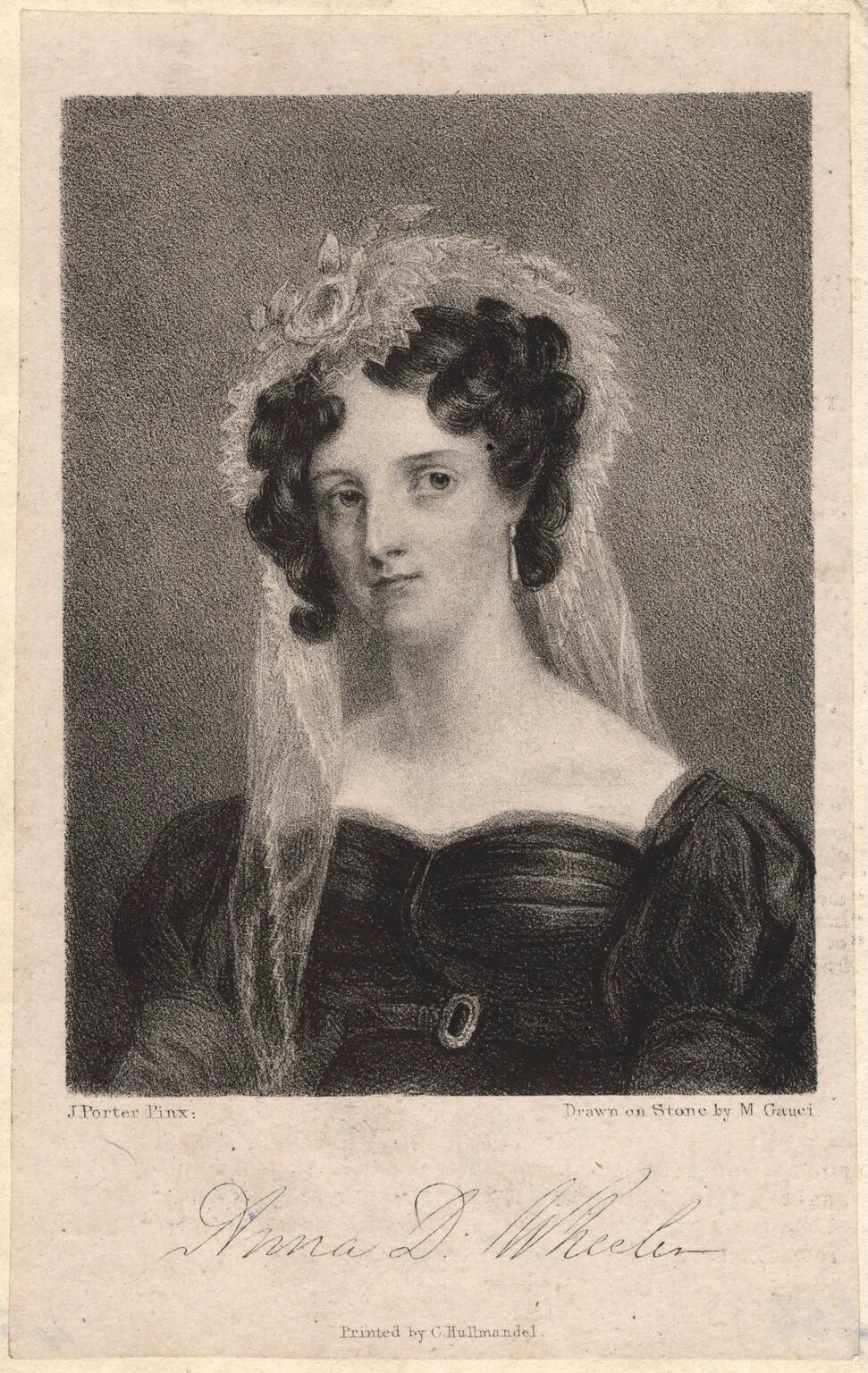
Anna Doyle Wheeler

Anna Wheeler (* ca. 1780 im County Tipperary; † ca. 1848 in Camden Town, London), auch bekannt unter ihrem Geburtsnamen Anna Doyle oder ihrem Pseudonym Vlasta, war eine in Irland geborene britische Schriftstellerin und Verfechterin der politischen Rechte von Frauen.
Sie war eine Bekannte von Robert Owen, Jeremy Bentham und Frances Wright sowie mit französischen Feministinnen und Sozialistinnen wie Flora Tristan und Désirée Gay befreundet. Der Philosoph William Thompson, mit dem sie eine langjährige Freundschaft verband, bezeichnete seine gegen die Ansichten von James Mill gerichtete Replik Appeal of One Half of the Human Race, Women, Against the Pretensions of the Other Half, Men, to Retain them in Political, and hence in Civil and Domestic, Slavery, als ein „gemeinsames Eigentum“ von ihm und ihr.

## Leben
Anna Doyle war die Tochter von Anna Dunbar und Nicholas Milley Doyle, einem Geistlichen der Church of Ireland,[3] Rektor im County Tipperary. Sie genoss keine formale Bildung, sondern lernte zu Hause Lesen und Schreiben, Französisch oder Geografie und erhielt politische Einblicke von ihrem Patenonkel Henry Grattan.
Im Jahr 1800, im Alter von etwa fünfzehn Jahren, heiratete sie Francis Massey Wheeler (1781–1820), einen reichen Gutsherrn aus Ballywire im County Limerick, der ihr auf einem Ball einen Antrag gemacht hatte. Die Ehe war unglücklich, da Francis Wheeler Alkoholiker war, so dass sie sich nach zwölf Jahren von ihm trennte und mit ihren beiden Töchtern Henrietta und Rosina und ihrer Schwägerin nach Guernsey zu ihrem Onkel John Doyle, dem damaligen Vizegouverneur von Guernsey, zog. Ihre Tochter Rosina wurde später die Schriftstellerin Rosina Bulwer-Lytton.
Wheeler's Ehemann starb 1820 und ließ sie mittellos zurück, es gelang ihr aber, ihr Leben auf Reisen zu verbringen, bei Freunden unterzukommen und Gedanken und Ideen mit Gleichgesinnten auszutauschen. Sie lebte vor allem in London, Dublin, Caen und Paris.so dass sie ihr Einkommen aufbesserte, indem sie Werke französischer Sozialphilosophen ins Englische übersetzte. In Caen hatte sie 1816, schon vor dem Tod ihres Mannes, mit Anhängern von Henri de Saint-Simon gelebt und diskutiert. 
Nach 1820 in London lernte sie Robert Owen, Jeremy Bentham und Frances Wright kennen und schloss eine enge Freundschaft mit William Thompson. 1825 schrieb Thompson, provoziert durch James Mills Ablehnung der politischen Vertretung von Frauen, Appeal of One Half of the Human Race, Women, Against the Pretensions of the Other Half, Men, to Retain them in Political, and hence in Civil and Domestic, Slavery. Thompson bezeichnete das Buch in einem "Einführungsbrief an Mrs. Wheeler" als das „gemeinsame Eigentum“ von ihm und Anna Wheeler. Darin erklärt Thompson, dass er sich als Interpret und Schreiber von Wheelers Gefühlen, Überlegungen und Erfahrungen sieht, die sie in regelmäßigen Veröffentlichungen unter dem Decknamen Vlasta, einer legendären Frau aus der Gründungslegende der Böhmen (Mägdekrieg), so gut zum Ausdruck gebracht hätte. Wheeler und Thompson waren beide Verfechter der Vorteile der Empfängnisverhütung.
Als Wheeler 1823 in Paris lebte, lernte sie Charles Fourier kennen und sie widmete sich begeistert der Verbreitung von Fouriers Ideen unter den Londoner Owen-Anhängern. Sie versuchte auch Streitigkeiten zwischen Fourier und Owen zu schlichten. Und sie übersetzte Fouriers Schriften über die menschliche Harmonie, auch um ihr Einkommen zu verbessern.
Wheeler war eine der ersten Frauen, die sich auf öffentlichen Versammlungen in England für die Rechte der Frauen einsetzte. Sie sprach in der South Place Chapel, die damals von Reverend William Johnson Fox geleitet wurde. Die Unitarier setzten sich ebenso wie die Quäker für die Gleichberechtigung der Frau ein. In einer Ansprache von 1829 widerlegte Wheeler Argumente für die Überlegenheit der Männer und ermutigte die Frauen, gemeinsam eine Organisation zu gründen, „um […] die Beseitigung der Behinderungen der Frauen und die Einführung eines nationalen Systems der gleichen Erziehung für die Kinder beider Geschlechter zu erreichen“. Wheeler kam zu der Überzeugung, dass der Gedanke, dass altruistische Liebe das Gedeihen der Frauen fördert, ein Irrtum sein könnte. Er könnte genauso gut eine Form der erlernten Unterwerfung sein. Wie die Religion, so glaubte Wheeler, sei auch die Liebe zu einem Aberglauben geworden. Die weibliche Fähigkeit zur Liebe, sah sie vor dem Hintergrund als eher furchterregendes Geschenk an.
Wheeler war mit den gleichgesinnten französischen Frauenrechtlerinnen und Sozialistinnen Flora Tristan und Desirée Gay befreundet. Anfang der 1830er Jahre half sie bei der Gründung der Zeitschrift La Tribune des femmes.
Im Jahr 1833 starb William Thompson und hinterließ Wheeler eine Rente von 100 Pfund, die damals ausreichte, um einen bescheidenen Haushalt zu unterhalten. 
In den 1840er Jahren musste sich Wheeler aus gesundheitlichen Gründen aus dem öffentlichen Leben zurückziehen und konnte so auch Einladungen zur Beteiligung an der französischen Revolution von 1848 nicht annehmen. Wheeler starb 1848 in Camden Town, London.